# Menodora decemfida
Menodora decemfida är en syrenväxtart som först beskrevs av John Gillies, William Jackson Hooker och George Arnott Walker Arnott, och fick sitt nu gällande namn av Asa Gray. Menodora decemfida ingår i släktet Menodora och familjen syrenväxter. Inga underarter finns listade i Catalogue of Life.